# 胴切山
胴切山（どうきりやま）は、徳島県海部郡美波町、牟岐町、海陽町の3町の境に跨る山である。標高883.6m。

## 概要
牟岐町の最高峰。山頂付近は雑木林になっている。登山道は南東にある大谷から登るのが一般的で約2時間かかる。那賀郡旧上那賀町谷山集落、海南町樫木屋集落などからも登れる。
山の東面に牟岐町から那賀町に至る道が横切っているように見えることから、名付けられた。